# ذا سيمز (لعبة فيديو)
ذا سيمز (بالإنجليزية: The Sims)‏ ، هي لعبة إلكترونية من نوع المحاكاة الحقيقية، أنتجت عام 2000م، وتعمل على أنظمة ألعاب فيديو وهي بلاي ستيشن 2 وإكس بوكس وجيم كيوب وويندوز و ماك أو إس.

## وصلات خارجية
- ذا سيمز على موقع IMDb (الإنجليزية)
- سلاسل لعبة ذا سيمز